# Platforma inwestycyjna
Platforma inwestycyjna – długoterminowe programy oszczędnościowe, w skład których wchodzą fundusze inwestycyjne reprezentowane przez Towarzystwa Funduszy Inwestycyjnych (TFI). Fundusze  skupione są w jednym miejscu (podmiocie zarządzającym) o bardzo łatwym i szybkim dostępie (Internet). W ramach platformy inwestor ma możliwość dywersyfikacji inwestycji, poprzez skupienie w niej funduszy inwestycyjnych należących do różnych grup, tj. akcyjne, obligacji, zrównoważone, czy do różnych branż, np. metale szlachetne, surowce, odnawialne źródła energii. Hybrydy inwestycyjne mogą być tworzone przez towarzystwa ubezpieczeniowe, banki, spółki akcyjne oraz spółki z.o.o., działające jako pośrednicy finansowi.
Można wyróżnić następujący podział hybryd inwestycyjnych:
- internetowe platformy inwestycyjne (Multifund, BESTfunds),
- długoterminowe plany oszczędnościowe reprezentowane przez Towarzystwa Ubezpieczeniowe (AXA, Generali, Aviva),
- bankowe platformy inwestycyjne (np. Multi Bank), czy bankowe plany oszczędnościowe (Plan Systematycznego Oszczędzania oparte na inwestowaniu w fundusze inwestycyjne: Crédit Agricole – dawny Lukas Bank, PKO Bank Polski).